# Ebrovisión

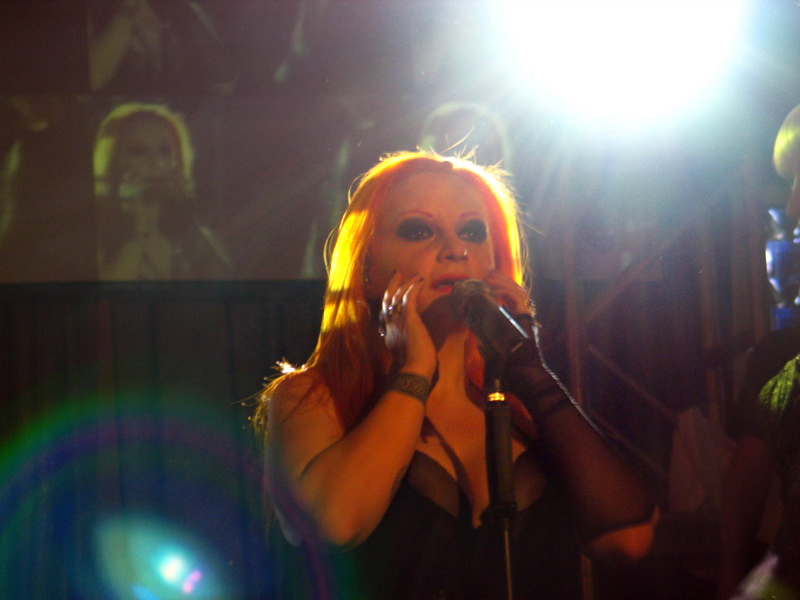
Fangoria actuó en 2008.

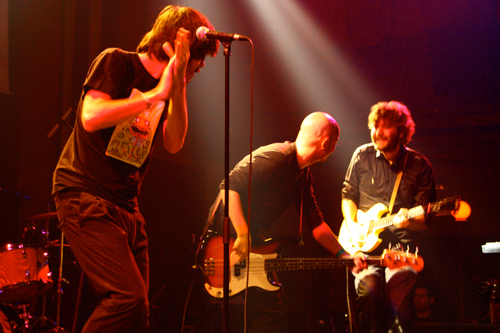
Vetusta Morla ha sido el concierto con más afluencia de toda la historia del festival.

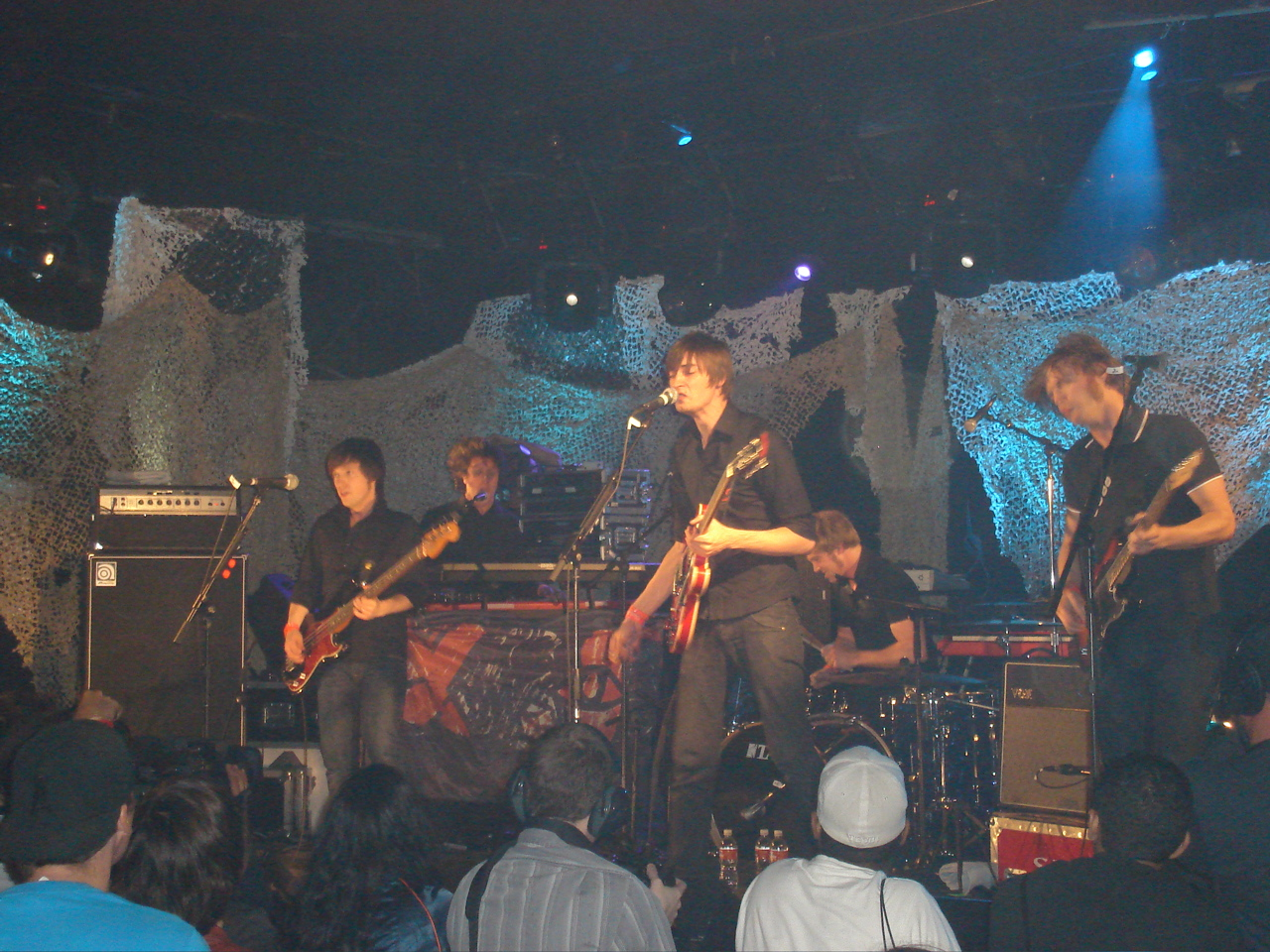
Mando Diao fue una de las estrellas de la octava edición.

Ebrovisión es un festival de música independiente (Indie rock, Indie pop, etc) que se celebra en la localidad burgalesa de Miranda de Ebro (España) desde el año 2001. El festival lo organiza la Asociación Cultural Rafael Izquierdo y se ha convertido en un referente de la música independiente en el país. Además de los conciertos, el festival ofrece ciclos de cortos, charlas y exposiciones de cuadros y fotografías. En 2018 fue elegido Mejor Festival Nacional en los Premios Fest. La revista Mondosonoro lo catalogó en como el tercer mejor festival de España en 2009, y como el mejor festival del país en 2010.

## Historia
El festival Ebrovisión está organizado por la Asociación Cultural Rafael Izquierdo. Esta asociación se fundó en el año 1991 tras el fallecimiento del joven Rafael Izquierdo, un mirandés muy implicado en el mundo musical de la ciudad. Entre 1991 y 2001 la asociación organizó diferentes fiestas musicales en discotecas de la ciudad.
Los inicios del festival Ebrovisión fueron muy modestos. Comenzó a celebrarse en el año 2001 durante el mes de julio y tan sólo duró un día. Con los años se fue modificando la fecha y la duración, pasando en su tercera edición (2003) a dos días y en la sexta edición (2006) a los tres que aún se mantienen. También su ubicación ha variado a lo largo de los años; si al comienzo era la Fábrica de Tornillos el lugar donde se albergaban los conciertos, el creciente número de asistente obligó en 2007 a nombrar el Pabellón Multifuncional de Bayas como nuevo escenario del festival.
En 2007 la asociación recibió el premio "Lola Calidad a la proyección de la Ciudad de Miranda de Ebro" gracias al festival Ebrovisión que fue cubierto por 80 medios de comunicación nacional y al que asistieron unas 7000 personas.
En la edición 2009, la organización convocó el primer Concurso Nacional de Filmets grabados en teléfono móvil o cámara de fotos en los que se premió a los mejores trabajos audiovisuales relacionados con la música independiente. En 2010, la revista española más importante de música, Mondosonoro, calificó al Ebrovisión como el tercer mejor festival de España en 2009, tras el Festival Internacional de Benicàssim y el Primavera Sound de Barcelona. Posteriormente lo calificó como el mejor festival del país en 2010.
Por el escenario de Ebrovisión han pasado a lo largo de los años numerosas bandas nacionales e internacionales entre las que destacan: The Sunday Drivers, Ocean Colour Scene, Los Planetas, The Charlatans UK, Fangoria, Mando Diao, Cycle, Rinôçérôse,  The Sounds, Vetusta Morla, The View,      entre otros.
En 2012 cambió la fecha de celebración del festival, pasando de la tradicional tercera semana de septiembre a la última de agosto por motivos de agenda de varios grupos.

## Ediciones anteriores

### Primera edición
Pol. Municipal de Anduva 14 de julio de 2001
| - Los Piratas - Sidonie - Art School - La Habitación Roja - La Vacazul |

### Segunda edición
Pol. Municipal de Anduva 13 de julio de 2002
| - Diamond Dogs - The Flaming Sideburns - Bondage - Australian Blonde - Carrots - Rock-A-Hulas - Jet Lag |

### Tercera edición
Fábrica de Tornillos 11 y 12 de julio de 2003
| - Sidonie - Ortophonk - The Brontes - The Sunday Drivers - Sarowsky dj's | - Deluxe - Cooper - Dr. explosion - The happy losers - Gurus |  |

### Cuarta edición
Fábrica de Tornillos 2 y 3 de julio de 2004
| - Pleasure beach - La Habitación Roja - Bronco Bullfrog - La Granja - Lori Meyers - dj alex & elena - dj fruco | - Miqui puig - Serafín - The Sunday Drivers - Boedekka - El Columpio Asesino - dj amable - dj i.g. del valle |  |

### Quinta edición
Fábrica de Tornillos 23 y 24 de septiembre de 2005
| - Speakeasy - Los Planetas - The Raveonettes - Standard - Plástica - dj amable | - Deluxe - Cooper - Sidonie - Atom Rhumba - Bombones - dj pomme-luxe - miqui puig dj - eskurabi dj |  |

### Sexta edición
Fábrica de Tornillos 21, 22 y 23 de septiembre de 2006
| - The Rockin'Pneumonias - Speaklow - dj Mindruss | - Ocean Colour Scene - Infadels - Los Coronas - Standard - Half Foot Outside - dj amable | - The Posies - Lori Meyers - El Columpio Asesino - Sexi Sadie - Mendetz - Jesús Ordovás dj session - dj Pomme de lux(e) |  |

### Séptima edición
Pabellón Multifuncional de Bayas 20, 21 y 22 de septiembre de 2007
Asistencia: 7000 espectadores
| Jueves 20 de septiembre - Tokyo Sex Destruction - The Right Ons - Euphoria | Viernes 21 de septiembre - The robocop Kraus - Deluxe - Delorean - Mendetz - The Charlatans UK - Mr Chase - dj's Amable | Sábado 22 de septiembre - Rinôçérôse - Atom Rhumba - Tachenko - Olimpic - Farrah - Pomme Lux - Kinki |  |

### Octava edición
Pabellón Multifuncional de Bayas 18, 19 y 20 de septiembre de 2008
Asistencia: 8000 espectadores.
| Jueves 18 de septiembre - The Dirty Vidries - The Sweet Vandals - Haddock’s Orphan - Dj Mindruss - Jack Ruby | Viernes 19 de septiembre - Half Foot Outside - The Gurús - Teenage Fanclub - Dorian - Fangoria - Dj Amable - Optigan1 | Sábado 20 de septiembre - The Blows - Los Salvajes - Lori Meyers - Mando Diao - Standard - Dj Kinki - Dj Mr Chase |  |

### Novena edición
Pabellón Multifuncional de Bayas 17, 18 y 19 de septiembre de 2009
Asistencia: 10 000 espectadores.
| Jueves 17 de septiembre - Brian Estepa - Amigos Imaginarios - The Red Crayon Aristocrat Club - Chema Rey | Viernes 18 de septiembre - Vetusta Morla - Sidonie - Delorean - Niños Mutantes - Templeton - Dj Amable - Dj Pommelux(e) | Sábado 19 de septiembre - Love of Lesbian - Cycle - Cat People - Cooper - The Right Ons - Entertainiment - Zodiacs - Arizona Baby - Dj Patrullero - Mr Chase - Optican 1 |  |

### Décima edición
Pabellón Multifuncional de Bayas 16, 17 y 18 de septiembre de 2010
Asistencia: 12.000 espectadores.
| Jueves 16 de septiembre - The Wave Pictures - Stay - Haddock's Orphans - Chema Rey | Viernes 17 de septiembre - Lori Meyers - La Habitación Roja - Iván Ferreiro - Second - L.A. - DeVito - Amable - Optigan 1 | Sábado 18 de septiembre - The New Pornographers - Love of Lesbian - The Heavy - Triángulo De Amor Bizarro - We Are Standard |  |

### Undécima edición
Pabellón Multifuncional de Bayas 15, 16 y 17 de septiembre de 2011
Asistencia: 12.000 espectadores.
| Jueves 15 de septiembre - The Meeting Point - Maga - The Wellingtons - Estereotypo - Chema Rey | Viernes 16 de septiembre - El Secreto de Amelie - The Last Dandies - Ruidoblanco - Bigott - Chema Rey - Supersubmarina - Lapido - Xoel - Deluxe - The View - Mendetz - Dj. Amable - Optigan 1 - Brummel & Barón Dandy | Sábado 17 de septiembre - Micah P. Hinson - Lost Acapulco - Fira Fem - Eladio y los seres queridos - The Brontës - Varry Brava - Pony Bravo - Athom Rhumba - Erland and The Carnival - Javiera Mena - Vetusta Morla - Delorean |  |

### Duodécima edición
Pabellón Multifuncional de Bayas 30 y 31 de agosto, y 1 de septiembre de 2012
Asistencia: -
14.000 personas
| Jueves 30 de agosto -Buffetlibre -Ellos -Nudozurdo -Chinese christmas cards -Yani Como | Viernes 31 de agosto Red Bull Tour Bus, Calle Francisco Cantera ■ A Kal y Canto ■ Templeton Multifundional Bayas ■ Pegasvs ■ El Inquilino Comunista ■ Fuel Fandango ■ Corizonas ■ Sidonie ■ The Sound Of Arrows | Sábado 1 de septiembre\|} Ebropeque, Francisco Cantera ■12:00 Fetén, Fetén Escenario Caja de Burgos, Fábrica de Tornillos ■13:00 Tigercats ■14:00 Silvia Superstar y Los Fabulosos ■Red Bull Tour Bus, Plaza de España ■15:15 The Brandy Hips ■16:15 Niño Burbuja ■17:15 Grises Multifuncional Bayas ■20:15 Punsetes ■21:15 La Habitación Roja ■22:35 Grupo de Expertos Solynieve ■00:00 Love of Lesbian ■01:40 El Columpio Asesino ■03:00 We Are Standard |  |

### Décima tercera edición
Multifuncional de Bayas 5, 6 y 7 de septiembre de 2013
Asistencia: 
14.500 personas
JUEVES – EBROVISION 2013
•	El Mató a un policía motorizado
•	Izal
•	Jose Domingo
•	Amable DJ
VIERNES – EBROVISION 2013
•	Mendetz
•	Lori Meyers
•	Chucho
•	L.A
•	Arizona Baby
•	Jero Romero
•	Willy Naves
•	ElyElla Djs
•	Stereoclub
•	Patrullero
SÁBADO - EBROVISION 2013
•	The Sounds
•	Exonvaldes
•	Fuel Fandango
•	Niños Mutantes
•	La Bien Querida
•	Los Coronas
•	Sr. Chinarro
•	Kokoshca
•	Wild Honey
•	The Birkins
•	The Prussians
•	Ochoymedio Dj’s
•	Belöp
•	Estereoclub
•	Pomme-Lux(e)

### Decimocuarta edición
Multifuncional de Bayas y otros 6 escenarios 4,5 y 6 de septiembre de 2014
Asistencia: -
16.000 personas- Lleno
| Jueves 4 de septiembre. Fábrica de tornillos -Leftover Lights -The Corner -Mucho -Polock -Second Dj´s | Viernes 5 de septiembre Fábrica de Tornillos ■ Jack Knife ■ "Turbo3" de Rne3 en directo! Multifundional Bayas ■ Ángel Stanich ■ Second ■ El Columpio Asesino ■ Kakkmaddafakka ■ Izal ■ Reptile Youth | Sábado 6 de septiembre\|} Ebropeque, Francisco Cantera ■11.30 Smile Escenario Fábrica de Tornillos ■13:00 Novedades Carminha ■14:00 Julián Maeso ■Escenario Cafés Gometero, Plaza de España ■16.00 Señores ■17.00 Carlos Sadness Multifuncional Bayas ■Smile ■Belako ■León Benavente ■French Films ■Vetusta Morla ■We Are Standard |  |

### Decimoquinta edición
Multifuncional de Bayas y otros 6 escenarios 3,4 y 5 de septiembre de 2015
Asistencia: -
18.000 personas- Sold-Out
| Jueves 3 de septiembre. Fábrica de tornillos •TRAJANO! •RUFUS T FIREFLY •PECKER •CORREOS •VIRGINIA DIAZ DJ | Viernes 4 de septiembre •HERCULES & LOVE AFFAIR •SIDONIE •LA HABITACIÓN ROJA •NIÑOS MUTANTES •THE HOT SPROCKETS •AIRBAG •MI CAPITÁN •HAVOC •MARONDA •THE NOISES •TURBO 3 “Rne3” en directo. | Sábado 5 de septiembre\|} •SUPERSUBMARINA •ALLAH-LAS •L.A •DELOREAN •ANNI B SWEET •“CONCIERTO SORPRESA XV ANIVERSARIO” •JOE CREPÚSCULO •MUJERES •DISCO LAS PALMERAS! •ELADIO Y LOS SERES QUERIDOS •CABEZAFUEGO & LOS BRUTALES •PULL MY STRING •SMOKE IDOLS •THE ROCKIN´PNEUMONIAS |  |

### Decimosexta edición
Multifuncional de Bayas y otros 6 escenarios 1,2 y 3 de septiembre de 2016
Asistencia: -
18.500 personas- Sold-Out
| Jueves 1 de septiembre. Fábrica de tornillos .PERRO .TACHENKO .RURAL ZOMBIES .SHINOVA .MAADRAASSOO DJ | Viernes 2 de septiembre .!!! (CHK CHK CHK) .FUEL FANDANGO .QUIQUE CONZÁLEZ & LOS DETECTIVES .BELAKO .GRISES .LAS RUINAS .YELLOW BIG MACHINE .LA REGADERA .TURBO 3 (RNE3) | Sábado 3 de septiembre\|} .IZAL .LA M.O.D.A. .TAHITI 80 .WAS .ÁNGEL STANICH .NOVEDADES CARMINHA .HIDROGENESSE .L KAN .JUVENTUD JUCHÉ .PERLITA .FRANCO .DEKOT .GREEN CLASS |  |

### Decimoséptima edición
Multifuncional de Bayas y otros 6 escenarios 31 de agosto,1 y 2 de septiembre de 2017
Asistencia: -
20.000 personas- Sold-Out
| Jueves 31 de agosto. Multifuncional de Bayas .CARPA ESTEREOCLUB by LA SALVE . WOLF . JULIETA 21 ESCENARIO PRINCIPAL . FRANELA . BIZNAGA . TY SEGALL . RUFUS T. FIREFLY | Viernes 1 de septiembre .FÁBRICA DE TORNILLOS 13.00 LOUD .THE LIMBOOS .TEATRO SALÓN “FUNDACIÓN CAJA DE BURGOS” .GALA ENTREGA DE PREMIOS “EBROVISIÓN SHORT FILM MUSIC FESTIVAL” I FESTIVAL DE CORTOS MUSICALES CON LA ACTUACIÓN ESTELAR DE GOLD LAKE .RECINTO PRINCIPAL .CARPA ESTEREOCLUB by LA SALVE . CHAMPAGNE . MY EXPANSIVE AWARENESS .ESCENARIO PRINCIPAL .LUIS BREA & EL MIEDO .LEÓN BENAVENTE .NADA SURF .SIDONIE .THE WHIP | Sábado 2 de septiembre\|} .EBROPEQUE .LOS TIKI PHANTOMS Tikipequekonga .FÁBRICA DE TORNILLOS (C/Del Río s/n) .CALA VENTO .“GRUPO SORPRESA” "LHR" .ESCENARIO “CARNET JOVEN JUNTA CYL” .THE WHEELS .HAVOC .LOS TIKI PHANTOMS .CARPA ESTEREOCLUB by LA SALVE .PET FENNEC “Ganador Ebromergentes” .KUVE .ESCENARIO PRINCIPAL .SEÑORES .CORIZONAS .DIVISION MINÚSCULA .LOVE OF LESBIAN .JOE CREPÚSCULO |  |

### 18.ª edición
Multifuncional de Bayas y otros 6 escenarios 30 y 31 de agosto,1 de septiembre de 2018
Asistencia: -
20.000 personas- Sold-Out. MEJOR FESTIVAL NACIONAL 2018
|width=25%|
Jueves 30 de agosto. Multifuncional de Bayas
.CARPA ESTEREOCLUB by LA SALVE
. CARIÑO (GANADORES EBROMERGENTES&ACITURRI)  
. TEXXCOCO 
.ESCENARIO PRINCIPAL
. LA PLATA
. EGON SODA
. VIVA SUECIA
. QUENTIN GAS & LOS ZÍNGAROS

|width=25%|
Viernes 31 de AGOSTO

. FÁBRICA DE TORNILLOS
. CÁPSULA
. MODELOS DE RESPUESTA POLAR
```
.RECINTO PRINCIPAL
```

. CARPA ESTEREOCLUB by LA SALVE
```
. VULK 
```

.ESCENARIO PRINCIPAL
```
. BOYTOY
. ÁNGEL STANICH
. RON GALLO
. LORI MEYERS
. EMPTY FYLES
```

|width=25%|
Sábado 1 de septiembre|}
```
.EBROPEQUE 
. ANITA Y LOS PELELES
```

```
.FÁBRICA DE TORNILLOS (C/Del Río s/n) 
. SALTO
. LOS CORONAS
```

```
.ESCENARIO “CARNET JOVEN JUNTA CYL”
. REVEL IN DIMES
. LOS BENGALA
```

```
.CARPA ESTEREOCLUB by LA SALVE
. HICKEYS
. POL 3.14
```

```
.ESCENARIO PRINCIPAL
. CAROLINA DURANTE
. LA HABITACIÓN ROJA
. LA MODA
. LA CASA AZUL
. DBFC
```

|width=25%|
|}

### 19.ª edición
Multifuncional de Bayas y otros 6 escenarios 5, 6 Y 7 de septiembre de 2019
Asistencia: -
20.000 personas- Sold-Out. 
|width=25%|
Jueves 5 SEPTIEMBRE. Multifuncional de Bayas
.CARPA ESTEREOCLUB by LA SALVE
. BURGACIU B  (GANADORES EBROMERGENTES&ACITURRI)  
. CALIVVLA (GANADORES EBROMERGENTES&ACITURRI)
.ESCENARIO PRINCIPAL
. CALA VENTO
. TRIÁNGULO DE AMOR BIZARRO
. NOVEDADES CARMINHA
. NOVIO CABALLO

|width=25%|
Viernes 6 DE SEPTIEMBRE

. FÁBRICA DE TORNILLOS
. CÁPSULA
. UNIDAD Y ARMONÍA
```
.RECINTO PRINCIPAL
```

. CARPA ESTEREOCLUB by LA SALVE
```
. BUM MOTION CLUB
. CRAIG BROWN BAND
```

.ESCENARIO PRINCIPAL
```
. ARIZONA BABY
. AIRBAG
. TEMPLES
. FUEL FANDANGO
. AMATRIA
```

|width=25%|
Sábado 1 de septiembre|}
```
.EBROPEQUE 
. POTATO OMELETTE BAND
```

```
.FÁBRICA DE TORNILLOS (C/Del Río s/n) 
. LOS ESTANQUES
. COOPER (Concierto despedida)
```

```
.ESCENARIO “CARNET JOVEN JUNTA CYL”
. OLIVIA
. LOS VINAGRES
```

```
.CARPA ESTEREOCLUB by LA SALVE
. LETISSIER
. UNIFORMS
```

```
.ESCENARIO PRINCIPAL
. MORGAN
. JACUZZY BOYS
. ZAHARA
. DORIAN
. MUCHO
```

|width=25%|
|}
EDICIÓN SIN NÚMERO (COVID 19)  2021
4 JULIO. TEATRO APOLO
SHINOVA
17 JULIO. CASTILLO DE MIRANDA
MUJERES
GRISES
ESTEREOCLUB DJ´S
3 SEPTIEMBRE. MULTIFUNCIONAL DE BAYAS

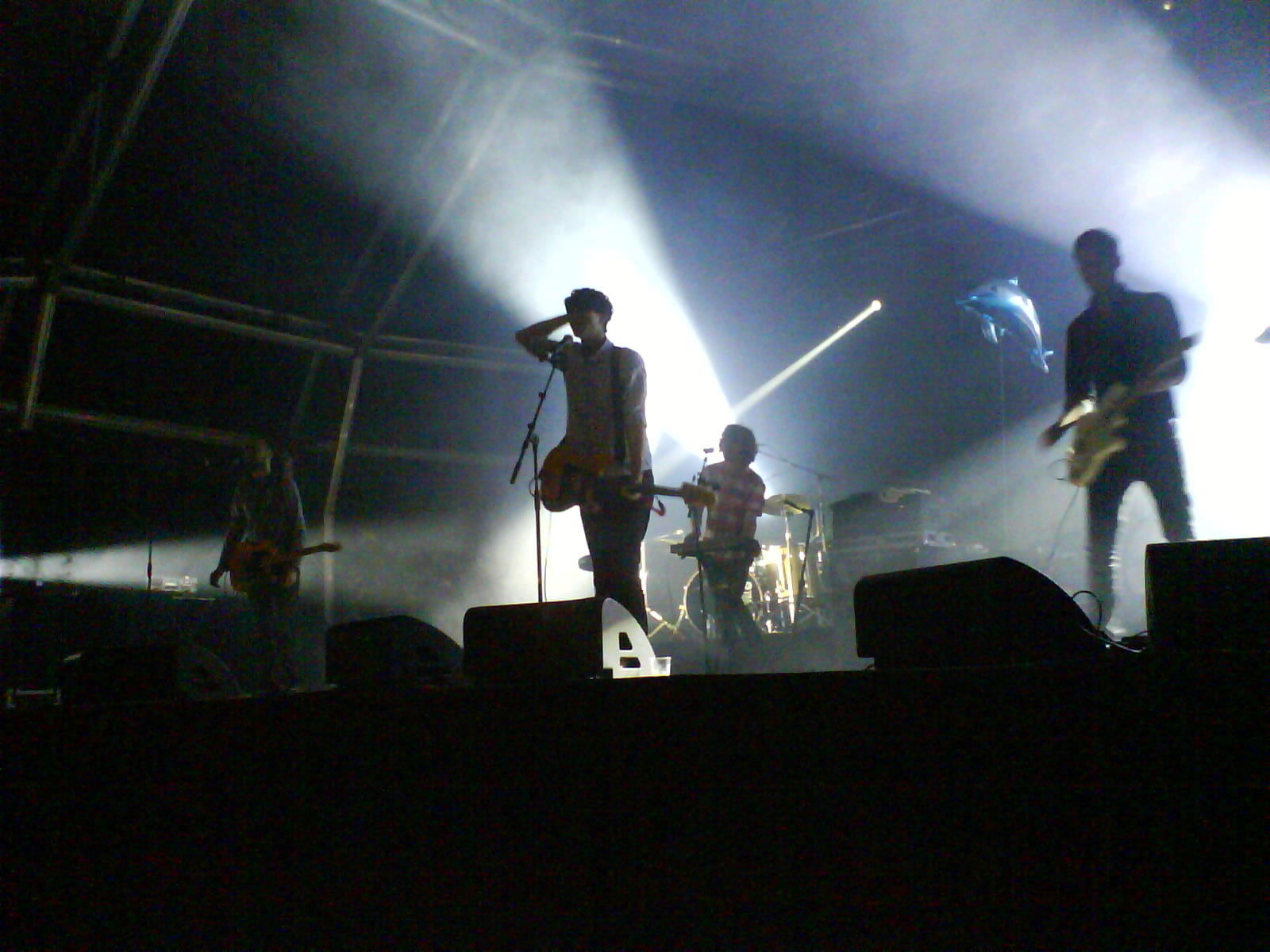
We Are Standard son el primer conjunto que repitieron dos festivales consecutivos y quienes más veces, junto a Lori Meyers, han acudido (4).

LA MODA
LA TRINIDAD
4 SEPTIEMBRE
FÁBRICA DE TORNILLOS
MENTA
MULTIFUNCIONAL
SIDONIE
TINA PAMPANO
5 SEPTIEMBRE. FÁBRICA DE TORNILLOS.
CORIZONAS
|width=25%|
|}